# Afrotridactylus madecassus
Afrotridactylus madecassus är en insektsart som först beskrevs av Henri Saussure 1896.  Afrotridactylus madecassus ingår i släktet Afrotridactylus och familjen Tridactylidae. Inga underarter finns listade i Catalogue of Life.